# Gerd Knoth
Gerd Knoth (* 23. März 1946; † 22. Dezember 2022) war ein deutscher Fußballspieler.

## Karriere
Gerd Knoth spielte bis 1965 beim Gelsenkirchner Verein Erler SV 08. Ab der Saison 1965/66 spielte Knoth in der Regionalliga West bei Westfalia Herne. Mit den Hernern spielte er drei Jahre in der Regionalliga, wobei er in 83 Einsätzen 20 Tore schoss. In seinem letzten Jahr in Herne, der Saison 1967/68 erfolgte durch einen vorletzten Platz, vor dem VfB Bottrop, der Abstieg in die Drittklassigkeit. Knoth wechselte zu Arminia Bielefeld und spielte somit weiterhin in der Regionalliga West. Er blieb drei Jahre, direkt im zweiten Jahr qualifizierte sich Knoth mit der Arminia durch einen zweiten Platz in der Liga für die Aufstiegsrunde zur Bundesliga. Die Aufstiegsrunde wurde erfolgreich gestaltet, da sich die Arminia gegen die Gruppengegner Karlsruher SC, SV Alsenborn, Tennis Borussia Berlin und den VfL Osnabrück durchsetzte. Knoth stand in allen acht Spielen für die Arminia auf dem Platz. In den beiden Folgejahren gehört Knoth zum Stammpersonal in der Bundesliga und bestritt siebenundsechzig Spiele. Als Nachwirkung des Bundesliga-Skandals aus der Vorsaison wurden der Arminia wegen Bestechung alle Punkte aberkannt, es folgte der Abstieg aus der Bundesliga. Insgesamt kam Knoth in 130 Ligaspielen für die Bielefelder zum Einsatz, in denen er 8 Tore schoss. Knoth verließ zu Beginn der Folgesaison die Arminia und spielte die restliche Saison bei Fortuna Köln. Knoth gestaltete mit der Fortuna die Saison 1972/73 positiv. Zum Ende stand der zweite Platz hinter Rot-Weiss Essen zu Buche und es schloss sich die Aufstiegsrunde an. Knoth bestritt noch 14 Ligaspiele für die Fortuna, in denen er ein Tor schoss. Die Fortuna setzte sich durch und stieg auf. Knoth ging und spielte ein Jahr für Union Ohligs in der Regionalliga West, bevor er sich 1974 der durch Fusion mit dem VfL Solingen-Wald aus der SC Union Ohligs hervorgegangenen SG Union Solingen anschloss, bei der er nach zwei Jahren seine Profikarriere beendete. Er spielte danach noch als Amateur für den TSV Solingen-Aufderhöhe.